# Egy kis Tourette
Az Egy kis Tourette (Le Petit Tourette) a South Park című animációs sorozat 161. része (a 11. évad 8. epizódja). Elsőként 2007. október 3-án sugározták az Amerikai Egyesült Államokban. Magyarországon 2008. június 20-án mutatta be az MTV.

## Cselekmény
|  | Alább a cselekmény részletei következnek! |

Cartman egy játékboltban nézelődik, ahol észreveszi, hogy egy Thomas nevű gyerek, folyamatosan káromkodik. Később megjelenik Thomas anyja, aki elmagyarázza mindenkinek, hogy Thomas Tourette-szindrómás, ezért önkéntelenül is káromkodik. Cartmannek megtetszik a dolog, hogy akinek Tourette-szindrómája van az bármit kimondhat és senki sem szól rá, ezért később az orvos előtt megjátssza magát, mintha neki is Tourette-szindrómája lenne. Az orvos eleinte nem hiszi el, mondván ez egy örökletes betegség és nem jön ki csak úgy az emberen, de később az mondja egy másik elmélet szerint gyerekkorban is kialakulhat és lehet végleges.
Később Cartman az iskolában folyamatosan káromkodik és Kyle megdöbbenten nézi, hogy senki sem szól rá. Később világosítják fel, hogy a tegnapi iskolagyűlésen beszéltek róla (amire ő nem ment el), hogy Cartmannek Tourette-szindrómája van és ez egy betegség. Kyle ezt nem hiszi el és kérdőre is vonja Cartmant, aki elismeri, hogy tényleg csak megjátssza a dolgot, és attól sem fél, hogy be fogja árulni, mondván úgysem hisznek neki.
Cartman Garrison óráján is állandóan káromkodik, ami zavarja Kyle-t és mikor seggarcnak nevezi Garrison rászól. Később beárulja az igazgatónál, ahol már ott van Mr. Garrison is, aki arról panaszkodik, hogy nem tud tanítani Cartman miatt. Az igazgatónő elhívta a Tourette türelem és megértés alapítvány elnökét, aki nem hisz Kyle-nak, hiszen szerinte senki sem akarna magának egy ilyen betegséget. Később elhívja egy gyűlésre, ahol Tourette-szindrómások vannak és végül kénytelen elnézés kérni.
Cartman levelet ír Chris Hansennek, hogy szerepelhessen a műsorában, mert az a terve, hogy lealázza a zsidókat. Ezt elmondja Kyle-nak is, aki közli, hogy nem fogja engedni és megakadályozza.
Közben Cartman ijedten veszi észre, hogy önkéntelenül is kimond dolgokat. Később a Tourette-szindrómások szóvivőjének választják meg, de nem tudja a beszédét elmondani, mert önkéntelenül olyan dolgokat mond, hogy "este behugyoztam", "szerelmes vagyok Petty-be", "az unokatesómmal kardoztunk a fütyinkkel" stb.
Cartman ezután a TV stúdióba és megpróbálja lemondani a műsort, de nem sikerül, ezért imádkozik az istenhez, hogy segítsen neki valahogy.
Közben Kyle és Thomas (aki rájött, hogy Cartman tényleg csak megjátssza magát) pedofilokat hívnak a TV stúdióba, akik miután meglátják Chris Hansent fejbe lövik magukat, így a nézők és a stáb elmenekül, ezért a TV műsor is elmarad. Cartman hálás Kyle-nak, elmondja, hogy istent kérte, hogy segítsen neki és őt küldte.

## Utalások
- Az epizódban sokszor mutatják Craig-et, aki miután Cartman káromkodik mindig megjegyzi, hogy milyen boldog lenne ha ezt ő is megtehetné büntetlenül. Ezzel arra utalhatnak a készítők, hogy Craig is Tourette-szindrómás (ezért mutat be mindenkinek akaratlanul).
- A Tourette-szindróma egy valóban létező betegség

## Külső hivatkozások
- Egy kis Tourette Archiválva 2010. április 24-i dátummal a Wayback Machine-ben a South Park Studios hivatalos honlapon
- Egy kis Tourette az Internet Movie Database oldalon (angolul)